# Legislatura Narodowa
Legislatura Narodowa - tymczasowy parlament federalny Sudanu, powstały po zawarciu porozumienia pokojowego kończącego wojnę domową w tym kraju, między zdominowanym przez Arabów rządem centralnym a bojownikami rekrutującymi się spośród czarnej, chrześcijańskiej ludności Sudanu Południowego. Ma charakter bikameralny i składa się ze Zgromadzenia Narodowego oraz Rady Stanów. 
Zgromadzenie Narodowe tworzy 450 deputowanych, wskazanych przez główne ugrupowania polityczne według ściśle określonego parytetu. Rada Stanów złożona jest z 50 członków, wybranych przez legislatury stanowe. 